# DJ Green Lantern

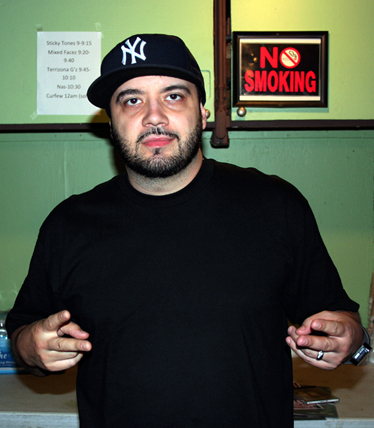
DJ Green Lantern

DJ Green Lantern, nombre artístico de James D'Agostino (1975 en Rochester, Nueva York) es un disc-jockey y músico de hip-hop estadounidense, de ascendencia italiana.

## Carrera musical
Se hizo famoso con su mixtape Invasion!, tras el cual firmó con la discográfica Shady Records convirtiéndose en su DJ oficial tras la marcha de DJ Head. Colaboró con Immortal Technique en la creación de su sencillo Bin Laden, el cual habla de la colaboración del gobierno de Ronald Reagan con los muyahidines afganos. Como DJ de Eminem se encargó de acompañarle en varias giras e incluso se hablaba de que su primer disco apareciese bajo el sello Shady Records, pero tras diversos problemas con 50 Cent decidió abandonar Shady Records.

## Discografía
Aquí aparecen en su mayoría los álbumes en los que ha colaborado:
- Monster Mash Part 2
- Grow Season (con Wiz Khalifa)
- 07-07-07 (con Cassidy and DJ Thoro)
- The MySpace Invasion Vol. 3
- Cocaine on Steroids (con N.O.R.E.)
- The MySpace Invasion Vol. 2
- Monster Mash
- The Sirius Invasion
- The MySpace Invasion
- MySpace Takeover (con Team Invasion)
- Pre-Release Therapy (con Ludacris)
- Say Uncle (con Uncle Murder)
- AND 1 Streetball - The Official Video Game Mixtape (por DJ Green Lantern)
- Best of Green Lantern and Dipset (con Team Invasion)
- In The Kitchen (con DJ Khaled y Team Invasion)
- On My New York Shit (con DJ Kay Slay)
- This Ain't No Greezy Talk (con Team Invasion)
- Alive On Arrival: Instrumental Edition (Presentado por Team invasion)
- Alive On Arrival
- The Internet Invasion (con Ghostface Killah)
- We Major (con Fort Minor)
- Razor Tag (con Styles of Beyond)
- Ain't No Greezy Talk: Team Invasion Edition (con DVD / con Team Invasion)
- The Green Lantern Instrumentals (por Team Invasion)
- Team Invasion Presents: Keyshia Cole
- The Best of Green Lantern and D-Block (por Team Invasion)
- The Best of Green Lantern and Shady Records (por Team Invasion)
- 5 Star General
- Shade 45: Sirius Bizness (por Eminem)
- Public Enemy Number One (con Beanie Sigel)
- New York State of Mind (con Beastie Boys)
- The Oracle (con Grafh)
- The Champ Is Here (con Jadakiss/ por Big Mike)
- Countdown To Armageddon 2: Back To The Lab (por Dame Dash)
- The Invasion Part 3: Countdown To Armageddon
- The Best Of In Da Lab Vol. 1
- Rap Phenomenon II: 2Pac (con Dirty Harry y DJ Vlad)
- Conspiracy Theory: Invasion Part II
- Invasion Part 1
- Throwback Classics Vol. 1
- Get in Where U Fit in (con Young Gunz)
- New World Order Pt.2
- New World Order
- The Chosen One
- Takin' it to The Streets
- Just Us and The Gunz
- In Too Deep
- Rookie of the Year
- Coming of Age
- Millennium All-stars (con DJs Tony Touch, Mister Cee, Ron G, Funkmaster Flex, Doo Wop, DJ Enuff, Spinbad and DJ Dale)